# Cheri Bustos
Cheryl L. Callahan-Bustos, detta Cheri (Springfield, 17 ottobre 1961), è una politica statunitense, membro della Camera dei Rappresentanti per lo stato dell'Illinois dal 2013 al 2023.

## Biografia
Nata e cresciuta a Springfield, la Bustos è figlia di Gene Callahan, un consulente politico che lavorava per Paul Simon e Alan J. Dixon.
Dopo gli studi in giornalismo, la Bustos lavorò per molti anni come reporter di un giornale locale. Successivamente fu impiegata come amministratrice nel settore sanitario, fino ad essere nominata vicepresidente delle pubbliche relazioni per l'Iowa Health System.
Nel 2007 entrò in politica con il Partito Democratico e venne eletta all'interno del consiglio comunale di East Moline, dove rimase fino al 2011.
Nel 2012 si candidò alla Camera dei Rappresentanti contro il deputato repubblicano in carica Bobby Schilling. Durante la campagna elettorale ottenne l'importante sostegno del senatore Richard Durbin e alla fine riuscì a sconfiggere Schilling venendo eletta.
Ha programmato di ritirarsi alla fine del 117º Congres.so
Cheri Bustos si configura come una democratica di stampo centrista, membro della Blue Dog Coalition.
È sposata con Gerry Bustos, capitano del Dipartimento di Polizia della contea di Rock Island, ha tre figli ed è nonna di due nipoti.